# 버튼이론
버튼이론은 컴퓨터 활용 수업에서 학습자들이 학습과정에서 갖게 되는 느낌과 의견을 표현하는 통로가 필요하다는 논점을 발전시킨 것이다.
학생들이 화면에 제시되어 있는 여러 가지 버튼을 이용해 다양한 표현 활동을 수행하며 학습할 수 있도록 하여 학습자와 내용간의 상호작용을 촉진시켜 주도록 하는 이론이다.

## 배경
버튼이론은 미국 Northwestern 대학교 학습과학연구소의 생크교수가 고안 되었다.
컴퓨터 학습자료를 설계 개발하는데 교사-학생-내용간의 이상적인 담론 상황을 반영하기 위하여 총 15개로 만든 버튼을 각 화면에 제시하고, 학생이 자신의 필요에 따라 버튼을 선택하면 그에 따르는 처방을 받을 수 있도록 고안하면서부터 발전하였다.

## 학습원리
버튼 이론은 멀티미디어 프로그램의 인터페이스를 설계하는 데 활용될 수 있는 학습 원리를 반영하고 있다.

1. 학습자 통제권 원리
학습자의 행동과 그 행동을 통해 달성하고자 하는 목표와의 관련성을 이해하는 일은 학습자 스스로 자신이 성취하고 싶은 목표를 설정하고 탐색할 때 가장 잘 이루어질 수 있다.
2. 의도적 선택 원리
주어진 문제 상황에서 학습자가 꼭 필요한 정보를 확보할 수 있도록 의도적으로 다양한 선택 정보를 제공해야 한다.
3. 사전 정보전달 원리
학습자가 주어진 문제 상황에서 언제 어떤 정보를 필요로 할 것인지를 사전에 예측하여 처방 정보를 제공해야 한다.
4. 인지적 조화 원리
학습 자료의 설계 및 제시에 관한 프로그램 모형은 학습자의 인지과정과 문제해결 과정을 논리적으로 일관성 있게 설명해 주는 학습자 모형을 충실히 따라야 한다.
5. 즐거움 원리
학습자가 프로그램을 사용하는 동안 즐거움을 느끼고 진정으로 계속 공부하고 싶은 동기를 유발하기 위해 학습자 통제의 원리를 적극 반영해야 한다.

## 구성
버튼 이론에서 소개하는 버튼은 크게 3개의 그룹으로 구성되어 있다. 3개의 그룹은 교사-학생-내용간의 상호작용 모형을 반영한 것으로, 각 요소별 주요 기능을 5가지씩 선정하여 총 15개의 버튼으로 구성되어 있다.
1. 교육생의 감정 및 의사 전달
1-1. 멋져요!
학습자가 제시된 학습내용이나 형태 등에 대한 만족스러움을 표현하고 싶을 때 선택
1-2. 지루해요!
학습 중인 내용이나 방법에 흥미나 관심이 없음을 나타내기 위해 선택
1-3. 이럴리가!
제시된 내용이 자신의 평소 확신과 일치하지 않거나, 인과관계를 파악할 수 없거나, 제시방법에 대한 불신과 당혹감 등을 나타내고 싶을 때 선택
1-4. 어~!
현재 학습 중인 자료에 대해 학습자가 큰 혼란이나 좌절감을 겪고 있기 때문에 그 혼란의 성격조차 정확히 밝힐 수 없는 경우를 표현하고 싶을 때 선택
1-5. 어려워요!
현 교수수준이 너무 어렵기 때문에 보다 쉬운 수준의 내용이 필요함을 표현하고 싶을 때 선택

2. 강사의 학습과정 통제
2-1. 과제전환요구
학습자에게 다른 과제를 선택할 수 있는 기능 제공
2-2. 보충정보제공
이미 학습한 내용이나 절차 등을 단순히 보충해 주는 기능과 방금 학습한 내용으로 되돌아가게 하는 기능을 동시에 수행
2-3. 전체개요파악
현재 학습하고 있는 과제의 내용이나 절차가 전체 내용과 어떻게 조화를 이루는 지를 설명하고 기술해 주는 역할
2-4. 상세내용확인
현재 학습 중인 내용에 대해 보다 세부적인 정보를 제공해 주는 기능
2-5. 현재내용생략
학습 중인 자료가 이미 학습한 내용과 중복되거나 유사한 경우 다음 과제로 넘어가고자 할 때 선택

3. 학습 내용에 관한 질문
3-1. 왜 그렇죠?
학습내용의 구조보다는 내용영역과 관련된 의문점을 해소하기 위해 선택
3-2. 어떻게 하죠?
학생이 하고 싶은 과제나 해야 할 과제가 있는데 어떻게 하는지 그 방법을 모르는 경우 선택
3-3. 다음엔요?
학습자가 다음 학습활동이나 내용으로 무엇을 해야 할지를 알고 싶을 때 선택
3-4. 요점은?
주어진 학습과제의 목적이나 방향에 비추어 중요하지 않거나 관련이 없어 보이는 이 학습과제를 왜 해결해야 하는지의 이유를 알고 싶을 때 일반적으로 선택
3-5. 학습경로는?
지금까지의 학습과정을 정리하고 싶은 학습자가 시간상이나 절차상으로 어떻게 지금까지 학습했는지를 알고 싶을 때 선택

## 같이 보기
- 교수매체
- 교육공학

## 참고 문헌
- 강이철 (2001). 《교육공학의 이론과 실제》. 버튼이론. 학지사.[쪽 번호 필요]